# Tonglen
Tonglen ou tonglèn (tibétain : གཏོང་ལེན ; wylie : gtong-len ; « donner-recevoir ») est une pratique méditative d'entraînement de l'esprit (lojong) du bouddhisme tibétain permettant de développer la compassion.

## Définition

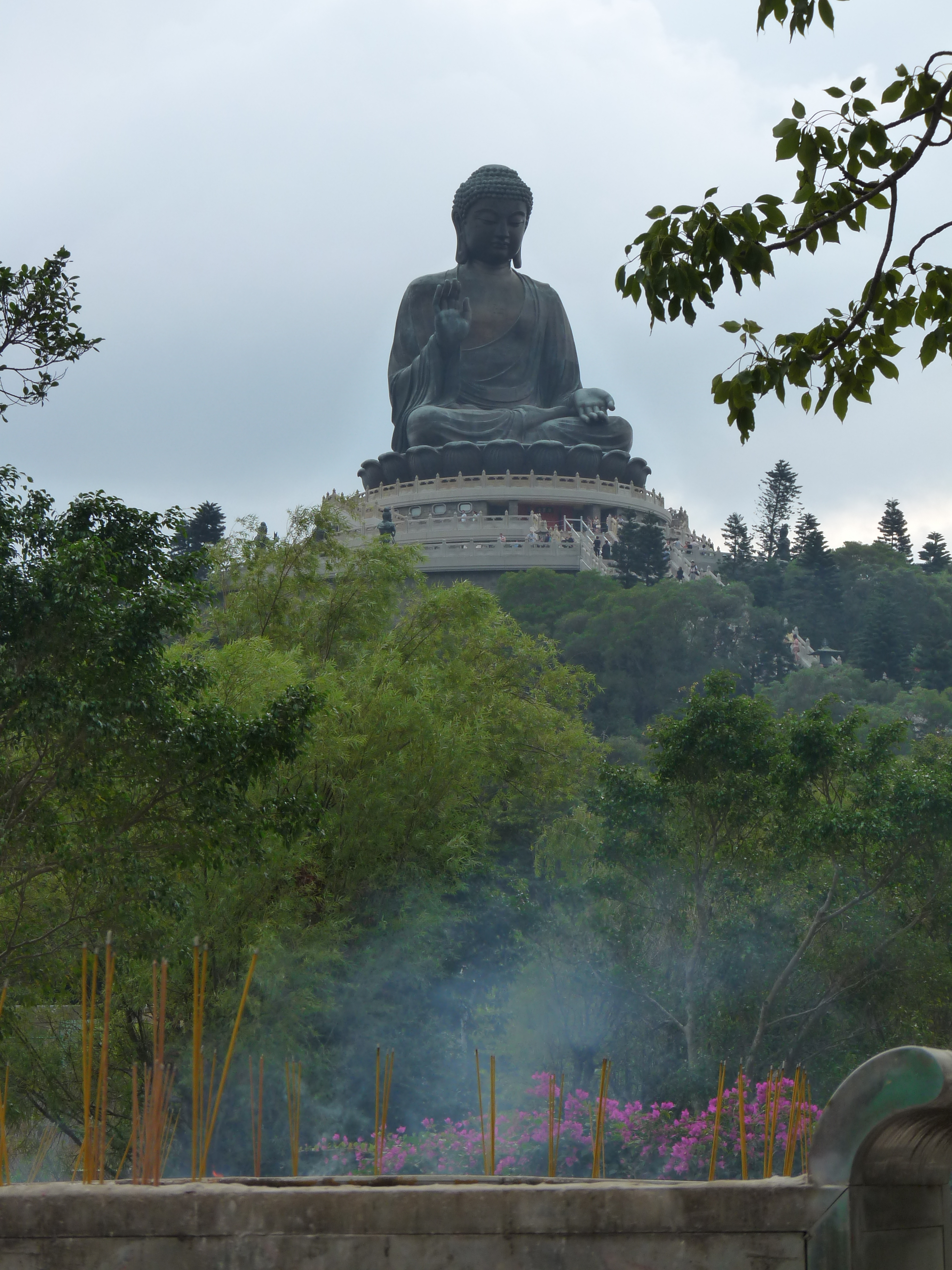
La statue du grand bouddha de Tian Tan à Hong Kong, dont une main reçoit [la souffrance] et l'autre donne [la paix].

S'ouvrir aux autres relève souvent des bonnes intentions : nous avons tous des a priori, des réticences qui nous bloquent au dernier moment. Pourtant, si l'on veut véritablement se transformer en profondeur, il faut surmonter ces obstacles. Le tonglen, pratique de méditation bouddhiste, apprend à absorber ce qui est négatif pour le restituer sous forme positive, permet de dépasser nos peurs et de développer notre capacité d'acceptation des événements extérieurs. Elle propose un renversement de la logique égocentrique : « la plupart des gens essaient toujours de se décharger du mal sur les autres et de centraliser en eux le bien ; c'est ça le problème. C'est depuis toujours, le drame de la société et du monde entier. »
Cette technique utilisant le bodhicitta peut aussi être décrite comme une égalisation et un échange de soi-même avec autrui : sur l'inspiration du souffle, on prend sur soi avec compassion la souffrance d'autrui, une personne précise ou le monde entier ; sur l'expiration, on redonne de la bienveillance et de la paix.
Selon Chögyam Trungpa : « L'approche du tonglen n'est pas particulièrement subtile. [...] Si l'on pense au bouddhisme et à sa profonde sagesse, à sa philosophie raffinée et à ses techniques perfectionnées, il est étonnant qu'on ait pu inventer une pratique aussi simple et primitive. Mais nous la faisons et elle marche. Elle semble avoir donné de bons résultats pendant plusieurs siècles. [...] Des générations entières de pratiquants ont perfectionné la technique ; elle a fait ses preuves. »

## Historique
Cette pratique fait partie des principes du Lojong attribués au maître bouddhiste indien Atisha Dipankara Shrijnana, né en 982. Ces instructions furent d'abord mises par écrit par un maître du Kadampa, Langri Tangpa (1054–1123). La pratique devint plus connue grâce au geshé (lama) Chekawa Yeshe Dorje (en) (1101–1175) qui l'évoque dans ses Sept points de l'entraînement de l'esprit (point sur le bodhicitta relatif). Cette liste de proverbes ou slogans compilée ensuite par Chekawa est souvent appelée Les slogans d'Atisha. Le quatorzième Dalaï-lama, qui pratiquerait le tonglen chaque jour, aurait dit à propos de cette technique : « Que cette méditation aide vraiment ou non, elle me procure la paix de l'esprit. Je peux alors être plus efficace et le bénéfice est immense ». Sa Sainteté a déjà offert une traduction des huit versets dans un de ses livres.

## Pratique
Il existe différents types de pratiques du tonglen. De manière générale, il faut tout d'abord s'asseoir, ramener l'esprit à lui-même et en percevoir la véritable nature, puis à prendre sur soi la souffrance d'un ou plusieurs êtres et à leur donner notre bonheur, bien-être, la paix de notre esprit. Cette pratique a pour support la respiration. On imagine la souffrance des êtres sous forme symbolique de fumée ; en l'inspirant celle-ci disparaît au centre de l'être. Puis lors de l'expiration, une lumière merveilleuse représentant ce qu'il y a de mieux pour chacun est renvoyée.
Comme tel, c'est donc un entraînement à l'altruisme dans sa forme la plus extrême :  « Si le fait d'être vrais [par la pratique de tonglen] nous fait mal, c'est bon, car c'est alors que nous pourrons réellement nous échanger contre autrui. Notre travail sera devenu tellement authentique et honnête que nous aurons envie de le partager avec d'autres. Il ne s'agit pas tant de leur donner simplement notre plaisir et d'assumer leur douleur. Il y a quelque chose de plus : nous voulons leur offrir notre authenticité et absorber leur hypocrisie. »
Sogyal Rinpoché préconise comme préalable de pratiquer tonglen pour soi avant de le pratiquer pour autrui : il s'agit de cultiver en soi l'amour et la compassion, de se guérir « de toute réticence, détresse, colère ou peur qui pourraient vous empêcher de pratiquer tonglen de tout votre cœur ». 
Il existe ainsi plusieurs types de pratiques préliminaires de tonglen : 
- tonglen pratiqué sur l'environnement : répandre autour de soi calme, clarté, joie, en purifiant l'atmosphère ;
- tonglen pratiqué sur soi-même : se diviser en deux aspects, et faire communiquer ce qui est souffrance et négativité en soi avec la chaleur de la compassion, sans jugement ;
- tonglen pratiqué dans une situation vivante : se représenter une circonstance dans laquelle on a mal agi, accepter sa responsabilité en inspirant, expirer la réconciliation et le pardon ;
- tonglen pratiqué pour les autres : on commence à penser à quelqu'un de proche, puis on étend la pratique à tous les êtres sensibles, sans exception.

D'autres visualisations avancées existent. Selon Chögyam Trungpa, « le tonglen a une importance considérable dans le vajrayana [...]. Sans le tonglen, impossible de pratiquer les disciplines vajrayana de utpattikrama (stade de la création) et du sampannakrama (stade de l'achèvement). [Sinon] le méditant se transforme [par ces visualisations] en une déité sans cœur, une divinité de papier mâché. »

## Finalités
Les finalités de cette pratique peuvent être de :
- réduire l'attachement égoïste;
- augmenter le sens de la paramita nekkhamma (renonciation, non-attachement);
- créer un karma positif en donnant et en aidant;
- développer la sérénité et la bodhicitta;
- on réfère aussi aux Six Perfections que sont le don, l'éthique, la patience, l'effort joyeux, la concentration et la sagesse, qui font partie de la pratique d'un vrai Bodhisattva.

## Sources bibliographiques
- Transformer son esprit, sur le chemin de la sérénité. Dalaï-lama, Yolande Du Luart (traduction), Essai (poche), 2003.
- Le Livre tibétain de la vie et de la mort. Sogyal Rinpoché
- Sur le chemin de la transformation : Le tonglen. Pema Chödrön, Stéphane Bédard (traduction), Pocket, 2006.
- L'entraînement de l'esprit et l'apprentissage de la bienveillance. Chogyam Trungpa, Points, 2008.
- Meditation: The Buddhist Art of Tranquility and Insight. Kamalashila, Windhorse Publications, Birmingham, 1996.